# Chiesa di Sant'Antonino Martire (Concesio)
La chiesa di Sant'Antonino martire è la parrocchiale di Pieve, frazione-capoluogo del comune sparso di Concesio, in provincia di Brescia e diocesi di Brescia; è a capo della zona pastorale di Concesio.

## Storia
La primitiva chiesa di Concesio, che fu anche la prima di tutta la val Trompia, sorse nel VI secolo.
Nel IX secolo la suddetta chiesa, dedicata a santa Maria Assunta, divenne sede plebanale; il territorio ad essa sottoposto si estendeva da Villa Cogozzo sino a Stocchetta.
Nel XVI secolo la pieve fu completamente riedificata e consacrata il 19 agosto 1540 dal vescovo ausiliare di Brescia Gerolamo Vascherio.
Durante la sua visita del 29 agosto 1573, Cristoforo Pilati diede disposizioni affinché la chiesa fosse dotata di un nuovo battistero con ciborio e di adornare oppure sopprimere l'altare laterale dello Spirito Santo.
Dalla relazione della visita pastorale del 1580 di Vincenzo Antonini, delegato dell'arcivescovo di Milano Carlo Borromeo, s'apprende che la pieve ospitava cinque altari e che era stata di campanile e di cimitero.
Nel 1619 nella chiesa fu installato un altare dedicato a San Carlo Borromeo.
Il 16 ottobre 1634 il vescovo Vincenzo Giustiniani, visitando la pieve, ordinò che nella cappella del battistero fosse dipinto un affresco raffigurante il Battesimo di Gesù Cristo.

Nel 1680 fu innalzata una nuova sacrestia e nella prima menta del Settecento la pieve venne ristrutturata probabilmente su disegno di Giovan Battista Marchetti, che nel 1727 aveva progettato la cappella laterale del Santissimo Sacramento.
Nel 1754 fu innalzata la torre campanaria, mentre nel 1862 la facciata subì un intervento di restauro.
La pieve venne interessata da ulteriori ristrutturazioni nei secoli XX e XXI.

## Descrizione

### Esterno
La facciata della chiesa, realizzata forse su progetto di Giovan Battista Marchetti, è divisa in due registri, dei quali quello inferiore è in ordine tuscanico, mentre quello superiore - mai portato a termine - avrebbe dovuto essere in ordine corinzio.

### Interno
L'interno è a tre navate; l'aula termina con il presbiterio, chiuso dell'abside semicircolare. Opere di pregio qui conservate sono il Cristo Spirante di Daniele Olmi, realizzato nel 1733, l'affresco con soggetto Sant'Antonino in gloria, eseguito nel 1962 da Vittorio Trainini, la pala raffigurante Sant'Antonino, eseguita verso il 1681 ed attribuita a Giovanni Gioseffo Dal Sol, e l'altare maggiore provvisto di tabernacolo recante la scritta: